# Extenso
Extenso este o companie din România care se ocupă cu importul și distribuția de articole sportive și de îmbrăcăminte.
Până în martie 2007, compania s-a numit SSD Sport System Development.
Compania este importatorul pe piața locală al brandurilor Lotto, Stonefly, Italgreen și Gas.
În ianuarie 2009, compania avea 33 de magazine monobrand.
În anul 2008, compania a încheiat pe divizia de sport și fashion cu afaceri de 16 milioane euro.
Cifra de afaceri în 2006: 9 milioane euro
Număr de angajați în 2009: 230